# Djúpivogurs flygplats
Djúpivogurs flygplats är en flygplats i republiken Island. Den ligger i den östra delen av landet, 400 km öster om huvudstaden Reykjavik. Djúpivogurs flygplats ligger 6 meter över havet.